# Татары в Азербайджане
Татары Азербайджана (тат. Азәрбайҗан татарлары, азерб. Azərbaycanda tatarlar) ― одно из национальных меньшинств, проживающих на территории Азербайджанской Республики. По данным переписи 2009 года, в стране проживали 25 882 татар, что составляло около 0,29 % от общей численности населения.

## История
Историк Сара Ашурбейли пишет: «С 1724 г. Баку и его районы стали заселяться казанскими татарами, черемисами и чувашами, которых в количестве 5 тысяч человек выслали в Баку для использования на судостроительных и других работах. В 1728 г. часть их вернулась домой, а остальные остались для продолжения работ.».
В городах татары ведут примерно такой же образ жизни, как и прочие народы, населяющие современный Азербайджан. Однако в сельской местности азербайджанские татары по-прежнему придерживаются многих своих исконных традиций и обычаев. При этом по состоянию на 2020 год в стране уже не осталось ни одного полностью татарского поселения. В основном татары Азербайджана проживают в крупных городах, при этом подавляющее большинство (97 %) проживает в столице государства ― Баку, являясь тем самым третьей по численности этнической группой города; при этом большинство бакинских татар в городе живут в нём на протяжении многих поколений (в свою очередь, многие из этих коренных татар являются потомками переселенцев из пензенских, самарских, тюменских, симбирских земель, а число выходцев из собственно Татарстана сравнительно невелико).

## Сообщество
Абсолютное большинство татарского населения Азербайджанской Республики владеют как татарским, так и азербайджанским языком. Основной религией, которую исповедуют татары Азербайджана, является ислам ханафитского мазхаба . Татары, за некоторым исключением, отмечают те же праздники и памятные дни, что и все другие нации, населяющие Азербайджан. Они празднуют Новрез, Новый год и Курбан-байрам, а также их собственный национальный праздник ― Сабантуй.
Из татар Азербайджана происходят олимпийская чемпионка Земфира Мефтахетдинова; Фарид Хайруллин — азербайджанский фотожурналист татарского происхождения, заслуженный работник культуры Азербайджана (2010) и многие другие деятели.
Среди шахидов Кровавого января значатся двое татар: Рамис Алимов и Фергат Туктамышев. Похоронены на Аллее Шахидов в Баку. Обоим посмертно присвоено почётное звание «Azadlıq uğrunda mübariz».

## Основные места проживания татарского населения в Азербайджане
| Место              | Численность | %      |
| ------------------ | ----------- | ------ |
| Баку               | 25 171      | 97 %   |
| Хачмаз             | 131         | 0.57 % |
| Сумгаит            | 116         | 0.44 % |
| Губа               | 63          | 0.24 % |
| Апшеронский район  | 57          | 0.22 % |
| Гянджа             | 52          | 0.20 % |
| Мингечевир         | 38          | 0.14 % |
| Бейлаганский район | 24          | 0.09 % |
| Сиазань            | 18          | 0.06 % |
| Ленкорань          | 13          | 0.05 % |
| Загатала           | 11          | 0.04 % |
| Габала             | 10          | 0.03 % |
| Ширван             | 4           | 0.01 % |
| Агдаш              | 4           | 0.01 % |

## Татарское население Азербайджана по годам
| Этническая группа | перепись 1926 | перепись 1926 | перепись 1939 | перепись 1939 | перепись 1959 | перепись 1959 | перепись 1970 | перепись 1970 | перепись 1979 | перепись 1979 | перепись 1989 | перепись 1989 | перепись 1999 | перепись 1999 | перепись 2009 | перепись 2009 |
| Этническая группа | Число         | %             | Число         | %             | Число         | %             | Число         | %             | Число         | %             | Число         | %             | Число         | %             | Число         | %             |
| ----------------- | ------------- | ------------- | ------------- | ------------- | ------------- | ------------- | ------------- | ------------- | ------------- | ------------- | ------------- | ------------- | ------------- | ------------- | ------------- | ------------- |
| азербайджанцы     | 1 437 977     | 62.1 %        | 1 870 471     | 58.4 %        | 2 494 381     | 67.5 %        | 3 776 778     | 73.8 %        | 4 708 832     | 78.1 %        | 5 804 980     | 82.7 %        | 7 205 464     | 90.6 %        | 8 172 800     | 91.6 %        |
| татары            | ▬ 9 948       | ▬ 0,4 %       | ▲ 27 591      | ▲ 0.9 %       | ▲ 29 370      | ▲ 0,8 %       | ▲ 31 353      | ▲ 0,6 %       | ▼ 31 204      | ▼ 0.5 %       | ▼ 28 019      | ▼ 0.4 %       | ▲ 30 011      | ▲ 0,4 %       | ▼ 25 882      | ▼ 0,29 %      |

## Известные люди
- Фарид Хайруллин — азербайджанский фотограф.